# Prawo do ponownego przedłożenia
Prawo do ponownego przedłożenia – prawo posiadaczy niektórych kontraktów terminowych typu futures, którym przedłużono za pośrednictwem izby rozrachunkowej zawiadomienie o dostawie do wykonania ponownej dostawy z tytułu tej samej pozycji terminowej.